# Тома Енаке
Тома Енаке (на румънски: Toma Enache; на арумънски: Toma Enache) е арумънски режисьор, продуцент, поет и актьор.

## Биография
Енаке е роден на 1 ноември 1970 година в кюстендженското село Карамурат в семейство на арумънски имигранти, като баща му е роден в Битолско, а майка му  е от София, България. В 1997 или 1998 година завършва бакалавър в Академията за театър и филм в Букурещ. След това завършва там и магистратура по театрално изкуство в 2008 година. Поставя множество успешни пиеси, играни в Румъния и чужбина, всички на арумънски език. Енаке също така публикува три тома с лични стихове на арумънски и превежда няколко стихотворения и театрални пиеси на арумънски.
Автор е на първия филм на арумънски Nu sunt faimos dar sunt aromân („Не съм известен, но съм арумънин“). Филмът печели няколко международни отличия. Енаке е автор и на Între chin și amin („Между болката и амин“), първия художествен филм по темата за експеримента Питещ.

## Филмография
Актьор
- Cardinalul („Кардиналът“, филм от 2019 година)